# Коцерка, Теодор
Теодор Коцерка (пол. Teodor Kocerka, 6 августа 1927, Быдгощ, Куявско-Поморское воеводство — 25 сентября 1999, Варшава) — польский гребец, двукратный бронзовый призёр летних Олимпийских игр в соревнованиях одиночек, чемпион Европы 1955 года, двукратный победитель Diamond Challenge Sculls, 19-кратный чемпион Польши. Заслуженный мастер спорта Польши.

## Биография
На летних Олимпийских играх Коцерка дебютировал в 1952 году в Хельсинки. При этом ему было доверено право нести национальный флаг на церемонии открытия Игр. Мало кому известный на тот момент польский гребец только через отборочный этап смог пробиться в финал соревнований. В решающем заезде Коцерке противостояли титулованные спортсмены, но Теодор смог завоевать бронзовую медаль, опередив на финише британца Тони Фокса на 3 секунды. Коцерка стал первым и до 1992 года единственным в истории Польши призёром в соревнованиях одиночек. В 1953 году Коцерка впервые стал призёром европейского чемпионата, завоевав на первенстве в Копенгагене серебряную медаль. В 1954 году польский гребец повторил свой успех, а в 1955 стал чемпионом Европы, опередив в финале действующего олимпийского чемпиона Юрия Тюкалова. В 1955 и 1956 годах Коцерка дважды становился победителем престижнейшей регаты Diamond Challenge Sculls, проводившиеся в рамках Королевской регаты Хенли.
В 1956 году на Играх в Мельбурне уже Коцерка считался фаворитов соревнований в одиночках. Дважды занимая в своих заездах второе место Теодор пробился в финал. В отличие от прошлых Игр, в решающем заезде выступало всего 4 гребца. Основная борьба за золото развернулась между советским гребцом Вячеславом Ивановым и австралийцем Стюартом Маккензи, а Коцерка боролся за бронзу с американцем Джеком Келли. На финише чуть быстрее оказался Келли, а Коцерка стал лишь 4-м. В 1959 году Теодор выиграл очередную медаль чемпионата Европы, став бронзовым призёром.
На летних Олимпийских играх 1960 года в Риме Коцерка во второй раз стал знаменосцем Польши на церемонии открытия. Предварительный этап польский гребец провёл слабо, заняв лишь 3-е место, однако смог победить в отборочном заезде и выйти в финал соревнований. Решающий заезд Коцерка начал не быстро, но к середине дистанции смог вырваться на третье место, за которое боролся с немцем Ахимом Хиллем. Незадолго до конца дистанции Хилль и Коцерка обошли новозеландца Джеймся Хилла, которому не хватило сил на заключительную часть заезда. В итоге в борьбе за серебро сильнейшим оказался немецкий гребец, а Коцерка во второй раз в карьере завоевал бронзовую олимпийскую медаль.
Дважды за время карьеры (1951, 1952) Корецка попадал в тройку сильнейших в номинации спортсмен года в Польше, но оба раза проигрывал боксёру Зыгмунту Хыхле. После окончания спортивной карьеры преподавал в Университете физического воспитания имени Юзефа Пилсудского в Варшаве.

## Личная жизнь
- В 1952 году окончил Университет физического воспитания имени Юзефа Пилсудского в Варшаве.
- С 1964 года состоял в Польской объединённой рабочей партии.

## Награды
- Офицерский крест Ордена Возрождения Польши (1960[6])
- Командорский крест Ордена Возрождения Польши (1998[7])